# Societat Europea d'Oncologia Mèdica
La Societat Europea d'Oncologia Mèdica, en anglès European Society for Medical Oncology (ESMO) és una societat professional i una organització sense ànim de lucre, fundada el 1975, compromesa amb l'avenç en l'especialitat d'oncologia mèdica i la promoció d'un enfocament multidisciplinari del tractament i l'atenció del càncer. Amb més de 40.000 membres que representen professionals de l'oncologia de més de 177 països de tot el món, ESMO és la societat de referència en educació i informació oncològica. L'ESMO celebra anualment un congrès. El 2019 se celebrà a Barcelona, i el 2017 i 2020 a l'IFEMA de Madrid.